# Parafia Wszystkich Świętych w Poznaniu
Parafia pw. Wszystkich Świętych w Poznaniu – rzymskokatolicka parafia w dekanacie Poznań – Stare Miasto obejmująca terytorialnie dzielnice Chwaliszewo i Grobla.
W 1979 roku przy ówczesnym kościele akademickim pw. Wszystkich Świętych utworzono ośrodek duszpasterski. Dwa lata później powołano na jego miejsce pełnoprawną parafię. Nowopowstałą wspólnotę tworzyli wierni Chwaliszewa (dotychczas należący do parafii archikatedralnej) oraz Grobli (należący do parafii farnej). 

## Zasięg parafii
Poznań – ulice: Chwaliszewo, Czartoria, Grobla, Łazienna, Mostowa (nry 2–16, 19, 37–39), Szyperska (nry 1–3), Tylne Chwaliszewo, Wenecjańska, Wierzbowa, Za Groblą.

## Galeria

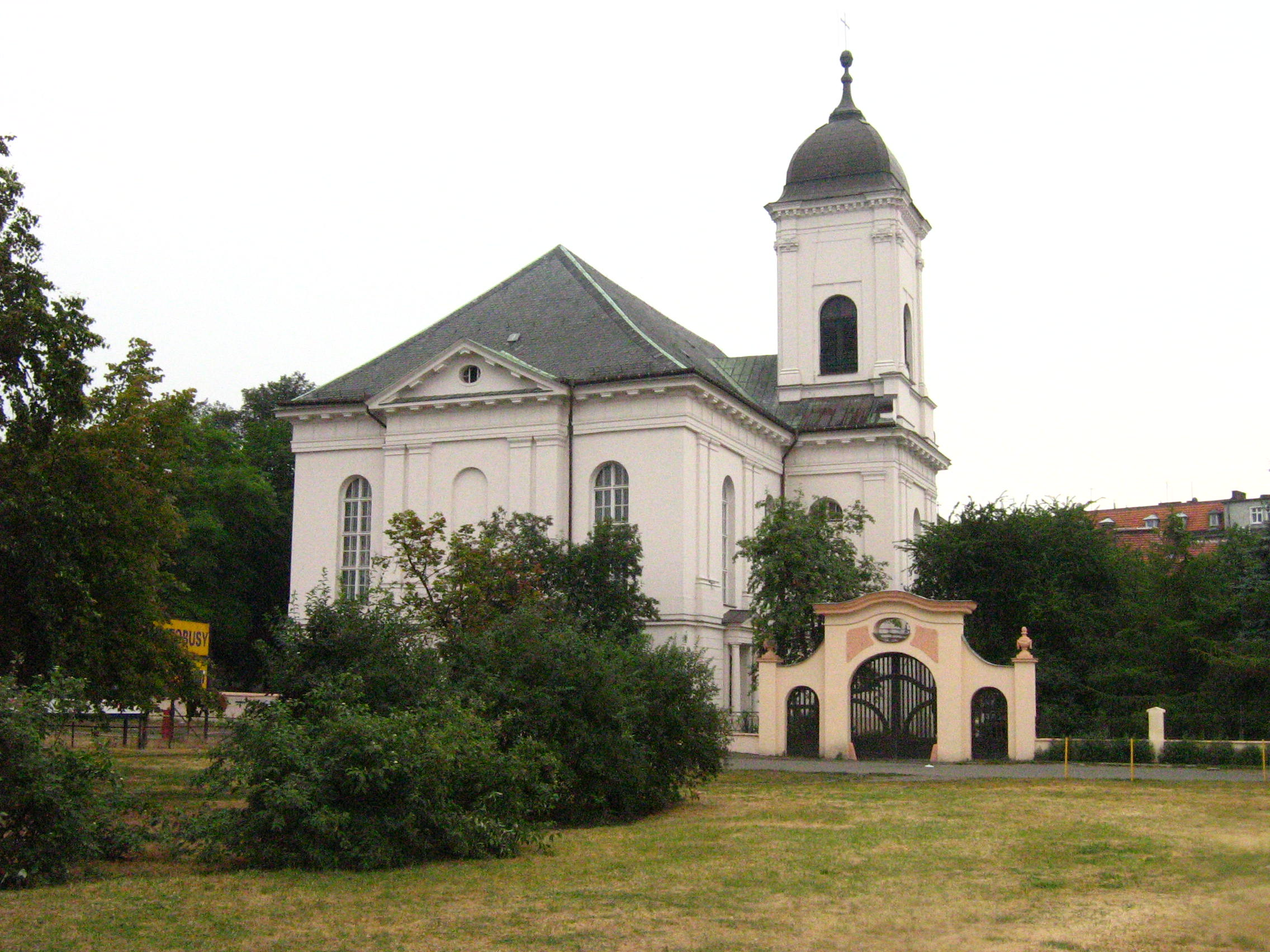
Kościół parafialny – widok od strony północnej
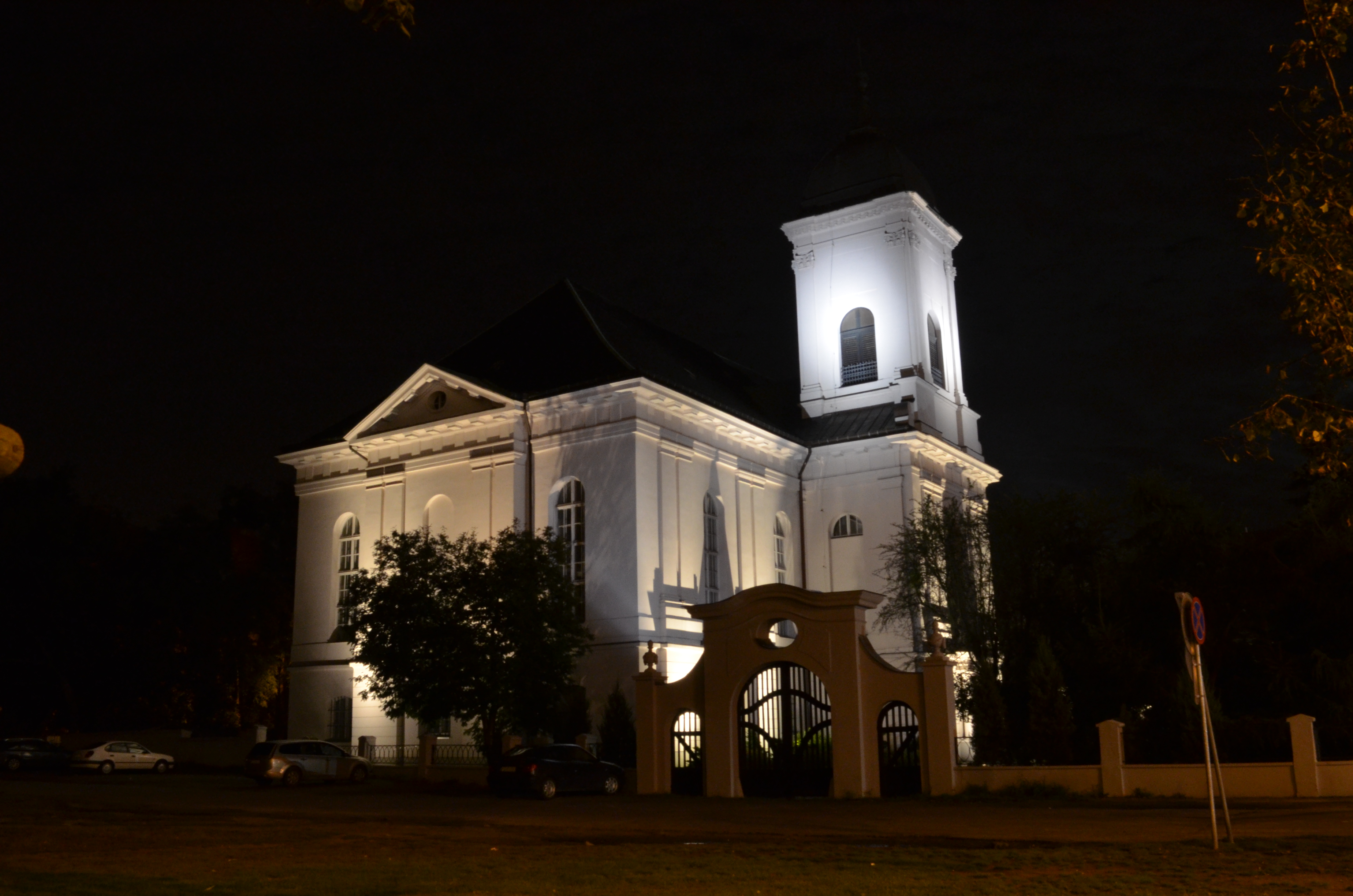
Kościół nocą
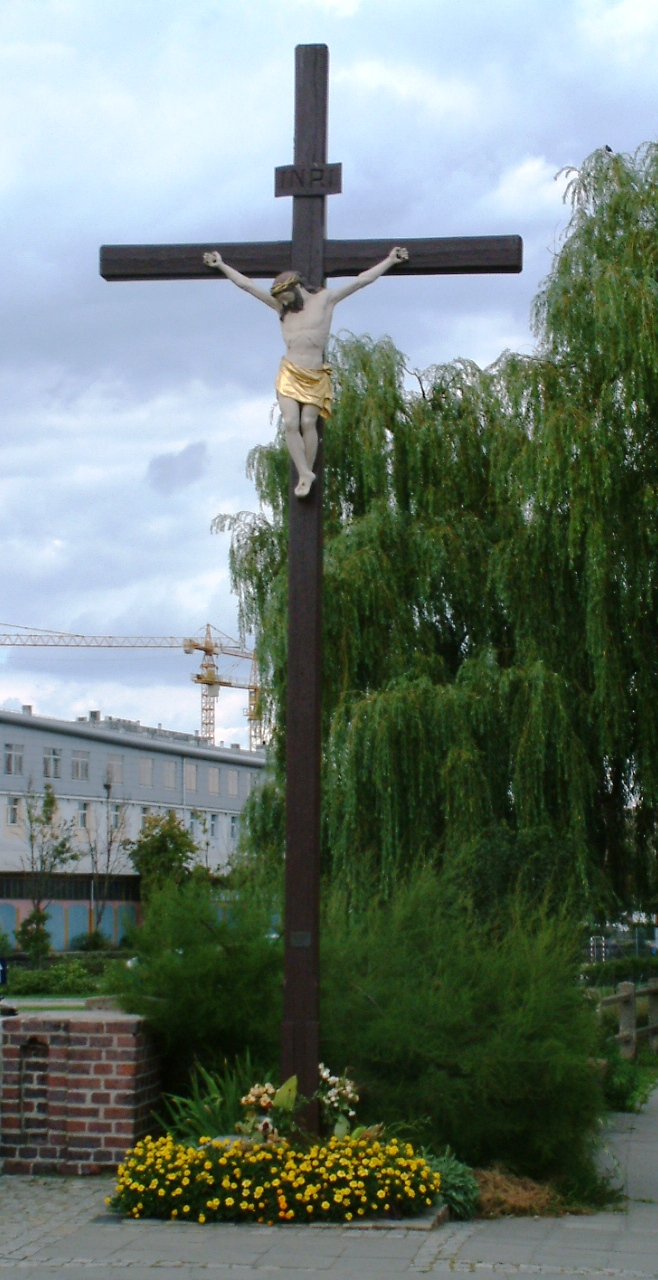
Krzyż chwaliszewski (2005)
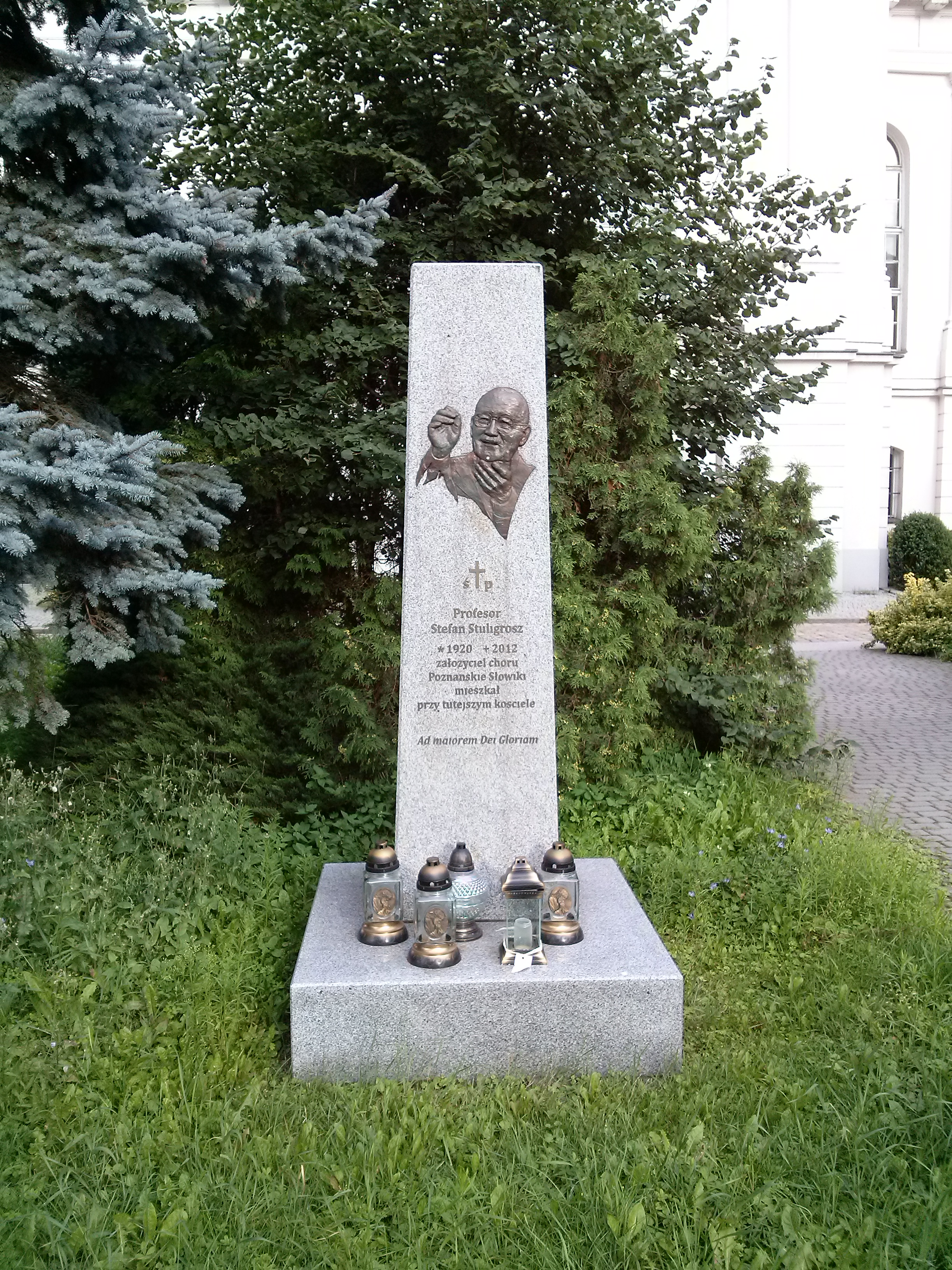
Pomnik Stefana Stuligrosza przed kościołem
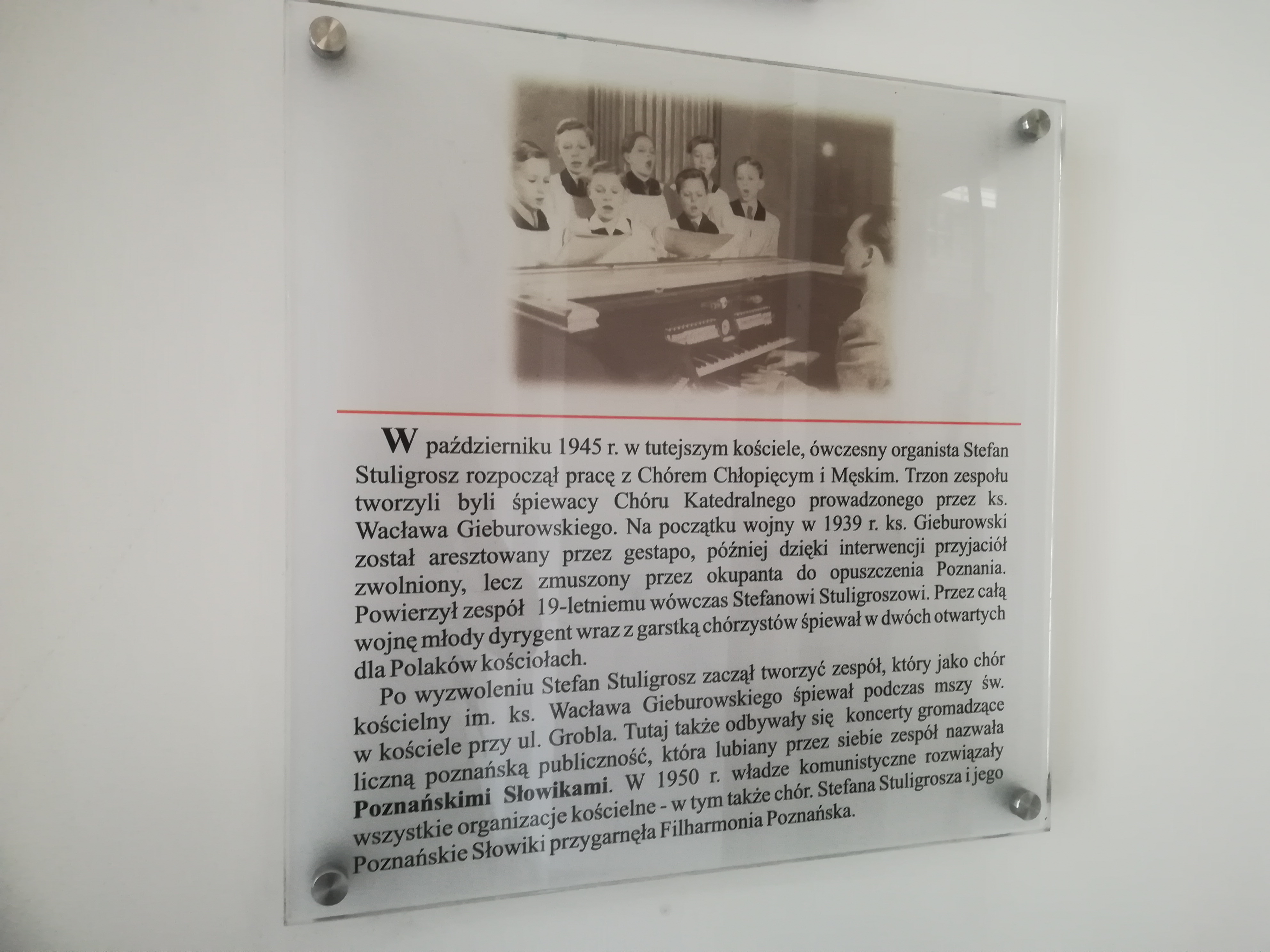
Tablica informacyjna nt. Stefana Stuligrosza
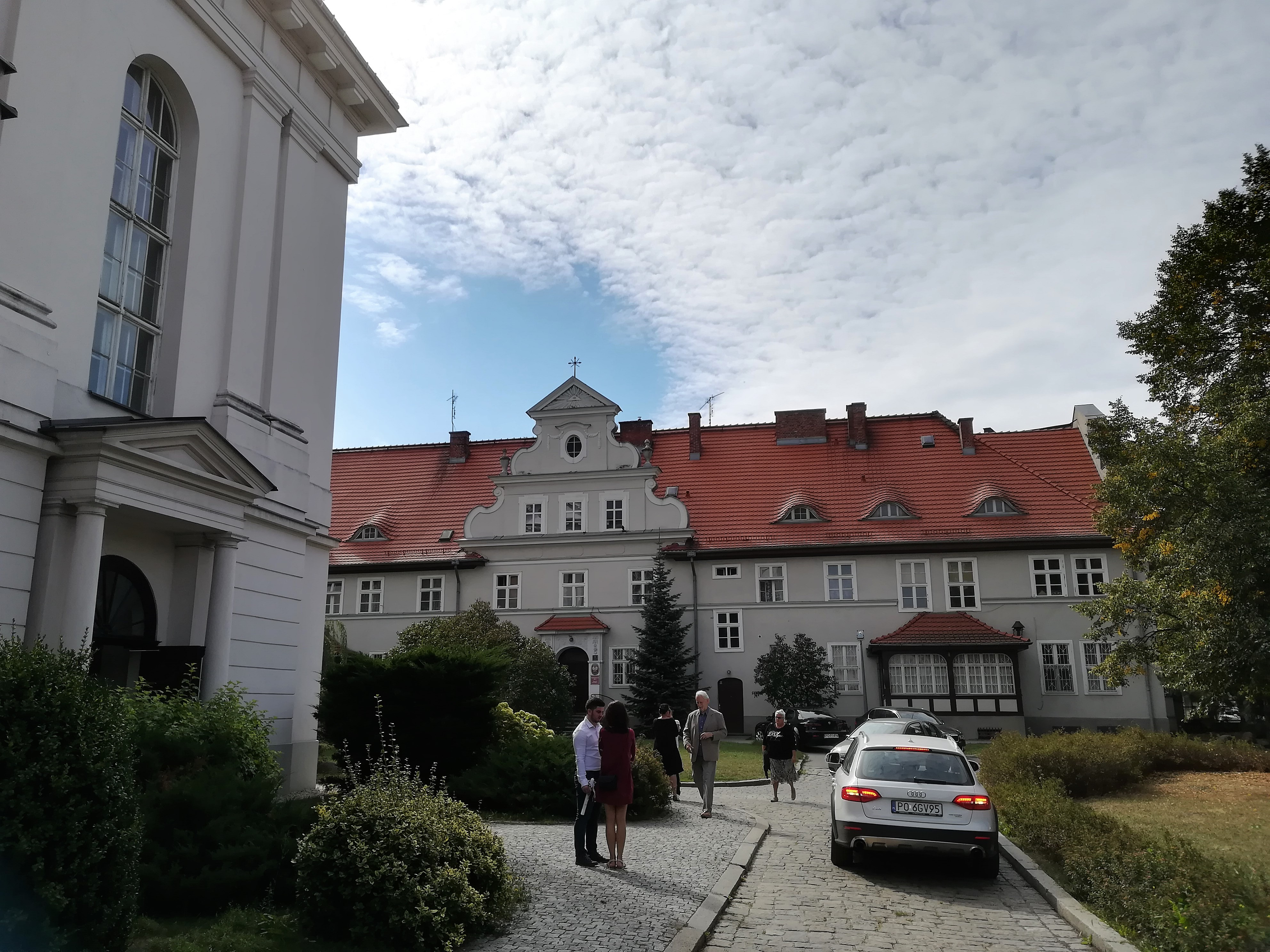
Wejście główne i budynek domu parafialnego (dawna pastorówka)